# Made in Normandie
Made in Normandie est un single de Stone et Charden sorti en 1973. C'est leur deuxième grand succès après L'avventura.
La chanson raconte l'histoire d'un GI américain parachuté pendant la Seconde Guerre mondiale et qui découvre la Normandie, ramenant de France non pas l'idée de la guerre mais des souvenirs de la région.
Elle est reprise en 1995 par le groupe caennais Les Elles.